# 拉爾斯·布格斯米勒
拉爾斯·布格斯米勒（德語：Lars Burgsmüller，1975年12月6日—）出生于西德米尔海姆，是一位德國職業網球運動員，1993年轉職業。他的职业生涯最高单打世界排名是第65位（2002年）。他于2008年正式退役。

## 外部連結
- 官方网站
- 拉爾斯·布格斯米勒（英文/西班牙文）的官方資料
- 拉爾斯·布格斯米勒的國際網球總會 職業／青少年 官方資料（英文）
- 拉爾斯·布格斯米勒的官方資料（英文）